# Güéjar Sierra
Güéjar Sierra er en by og kommune i det sydøstlige Spanien i provinsen Granada. Den har et indbyggertal på 2.926 (2024) indbyggere.